# Stuck Mojo
Stuck Mojo ist eine US-amerikanische Rap-Metal-Band, die 1989 in Atlanta gegründet wurde. Neben Bands wie Rage Against the Machine zählen Stuck Mojo zu den Vorreitern im Genre des Rap-Metals. 

## Geschichte

### 1989 bis 2000
Gegründet wurde Stuck Mojo 1989 von Gitarrist Rich Ward, Bassist Dwayne Fowler und Schlagzeuger Richard Farmer. Wenig später wurde das Line-up mit Sänger und Rapper Bonz vervollständigt. Sowohl die Tatsache, dass Bonz Afroamerikaner ist als auch die ungewöhnliche Verbindung von Metal mit Rap-Gesang sorgten für negative, teilweise gewalttätige Reaktionen bei Auftritten. Nachdem Gründungsmitglied Richard Farmer durch Schlagzeuger Brent Payne ersetzt worden war, nahm Stuck Mojo 1993 das erste Demo auf. Auf Empfehlung von Monte Connor von Roadrunner Records wurde die Band 1994 von Century Media unter Vertrag genommen. Die Besetzung änderte sich erneut mit Corey Lowery (Bass) und Bud Fontsere (Schlagzeug) und Stuck Mojo veröffentlichte 1995 das Debütalbum Snappin’ Necks. Es folgten Auftritte in Europa und eine USA-Tournee als Vorband von Machine Head. Anfang 1996 erschien die EP Violated. Im Sommer 1996 folgte das zweite Album Pigwalk, produziert von Devin Townsend und Daniel Bergstrand. 1997 begleitete die Band Testament und Type O Negative auf Tour. Der endgültige Durchbruch gelang 1998 mit dem Album Rising, produziert von Andy Sneap. Allein in den USA verkaufte sich das Album im Jahr 1998 rund 50.000 mal. Vor der 1999er Tournee verließ Bassist Lowery die Band in Richtung Life of Agony, ersetzt wurde er mit Dan Dryden. Die rund sechsmonatige Tour fand ihr Ende mit einem Konzert in Atlanta, bei dem die Aufnahmen für das Livealbum HYV1 mitgeschnitten wurden. 2000 erschien das nächste Studioalbum Declaration of a Headhunter, und es mehrten sich Gerüchte um eine bevorstehende Auflösung von Stuck Mojo. Um den Jahreswechsel 2000/2001 beschlossen die Musiker, die Band wegen Rechtsstreitigkeiten zwischen Century Media und dem Band-Management ruhen zu lassen. Zum Erscheinen der Kompilation Violate This im Jahr 2001 gingen die Bandmitglieder bereits getrennte Wege. Rich Ward und Frank Frontsere gründeten die Melodic-Rock-Band Sickspeed, 2004 erschien eine DVD mit dem Titel Inside the Monster: The Evilution of Stuck Mojo Vol. I.

### 2005 bis heute
Nach vier Jahren beschloss Rich Ward, Stuck Mojo zu reformieren, und die Band absolvierte im Februar 2005 eine Tournee durch Europa. Neben Ward und Bonz bestand die Besetzung nun aus Bassist Sean Delson und Schlagzeuger Eric Sanders. Mitte 2006 waren die Vorarbeiten zum nächsten Studioalbum abgeschlossen. Bonz wurde wegen Drogenproblemen aus der Band geworfen, für ihn kam Rapper Lord Nelson. Schlagzeuger Eric Sanders wurde durch Rodney Beaubouef ersetzt. Das fünfte Studioalbum der Band, Southern Born Killers, wurde ursprünglich ohne Label produziert und als Gratisdownload im Internet angeboten. Zusätzlich zum Download bot die Band um Gründer Rich Ward via Direktvertrieb das Album inklusive einer Bonus-DVD für die ersten 1000 Exemplare an. Das Musikvideo zum Song Open Season löste eine Kontroverse in den USA aus, nachdem die Videoplattformen Youtube und Google Video es wegen vermuteter islamfeindlicher Inhalte gesperrt hatte. In zahlreichen Auftritten in Talkshows stellte Gitarrist Rich Ward klar, dass sich der Song gegen den islamistischen Terrorismus richtet, nicht aber gegen den Islam als Religion.
Im Herbst 2007 nahm Napalm Records die Band unter Vertrag und veröffentlichte Southern Born Killers offiziell. Zwischenzeitlich mit Mike Martin um einen zweiten Gitarristen ergänzt, absolvierte Stuck Mojo einige Auftritte in Europa und den USA. Anfang 2008 wurde Steve Underwood neuer Schlagzeuger und ab Mitte 2008 nahm die Band ihr bislang letztes Album The Great Revival auf, das im November des Jahres bei Napalm Records erschien. Seitdem tritt Stuck Mojo gelegentlich Live auf, die für 2012 angekündigte EP erschien nicht. Der aktuelle Status der Band ist ebenso unklar wie die tatsächliche Besetzung. Am 26. Dezember 2014 stand die Band im Masquerade in Atlanta, wo eins das 1999 erschienene Livealbum HVY1 aufgenommen wurde, erneut gemeinsam für ein Konzert auf der Bühne. Sänger des Konzertes war Bonz, Gitarrist Rich Ward, Bassist Corey Lowery und Schlagzeuger Frank Fontsere. Diese Besetzung stand zum ersten Mal seit 1998 auf der Bühne.

## Stil
Die Musik von Stuck Mojo ist eine Mischung aus Metal und Rap, die Band wird zu den Wegbereitern des Crossovers bzw. Rap-Metals gezählt. Als Haupteinflüsse nennt Rich Hart Gruppen wie Red Hot Chili Peppers, Faith No More, Run-DMC und Black Sabbath. Weiterhin verarbeitet Stuck Mojo Elemente des Southern Rocks.

## Diskografie
- 1995: Snappin’ Necks
- 1996: Violated (EP)
- 1996: Pigwalk
- 1998: Rising
- 1999: HVY1 (Livealbum)
- 2000: Declaration of a Headhunter
- 2001: Violate This (Kompilation)
- 2006: Southern Born Killers
- 2008: The Great Revival
- 2016: Here Come the Infidels